# Demografía de Antofagasta
Según los datos recolectados en el censo aplicado por el Instituto Nacional de Estadísticas, la comuna de Antofagasta posee una población de 296.905 habitantes distribuidos en una superficie de 30.718 km², de los cuales 153.220 son hombres y 143.685 son mujeres. Sin embargo la cantidad de habitantes de la ciudad de Antofagasta, esto es, excluyendo la población que se encuentre en la comuna pero fuera de la ciudad, alcanza a 285.155 habitantes convirtiendo a Antofagasta en la Quinta urbana del país, tras el Gran Santiago, el Gran Valparaíso, el Gran Concepción, y la conurbación La Serena-Coquimbo.
El porcentaje intercensal entre 1992 y 2002 es de un 30 %, resultado que ubicó a la comuna en el 4.º lugar del Ranking nacional de población. En 1992 la comuna se ubicó en el 8.º lugar. Se estima que para el año 2008 la comuna cuente con 354 461 habitantes.
La comuna acoge al 60,10 % de la población total de la región. Un 99,63 % (295 792 habitantes) corresponde a población urbana, de los cuales 152.356 habitantes son hombres y 143.436 son mujeres. Un 0,37% (1.113 habitantes) a población rural, que agrupa a 864 hombres y a 249 mujeres.
Existe un porcentaje importante de colonias residentes, siendo las más numerosas la croata, la griega, la china, la taiwanesa, la italiana, la española y la boliviana.

## Educación
Respecto a los datos estadísticos referidos a la instrucción, la mayoría muestra alzas en comparación a los arrojados hace una década.
En 2002, un 98,5 % de la población mayor de diez años está alfabetizada. Este resultado muestra un incremento del 0,2 % de la alfabetización de dicha población desde el último censo. En el caso de la población urbana, la alfabetización aumentó en un 0,21 % en comparación con hace una década. En contraste, la alfabetización de la población rural disminuyó en 0,74 % respecto a los resultados de 1992.
El 24% de los habitantes de la comuna han cursado estudios superiores (universitarios o técnicos), resultado que contrasta con el 16 % de la población que se encontraba en similar condición en 1992. Este 24 % ubica a la comuna en el 23.er lugar del ranking nacional, en comparación al 14.º lugar del año 1992.
Los habitantes que poseen solamente instrucción primaria (básica) disminuyeron de un 41 % a un 31 % entre 1992 y 2002. A su vez, existe un incremento de un 38% a un 40% de la población que posee únicamente instrucción media.